# Hot in the Shade

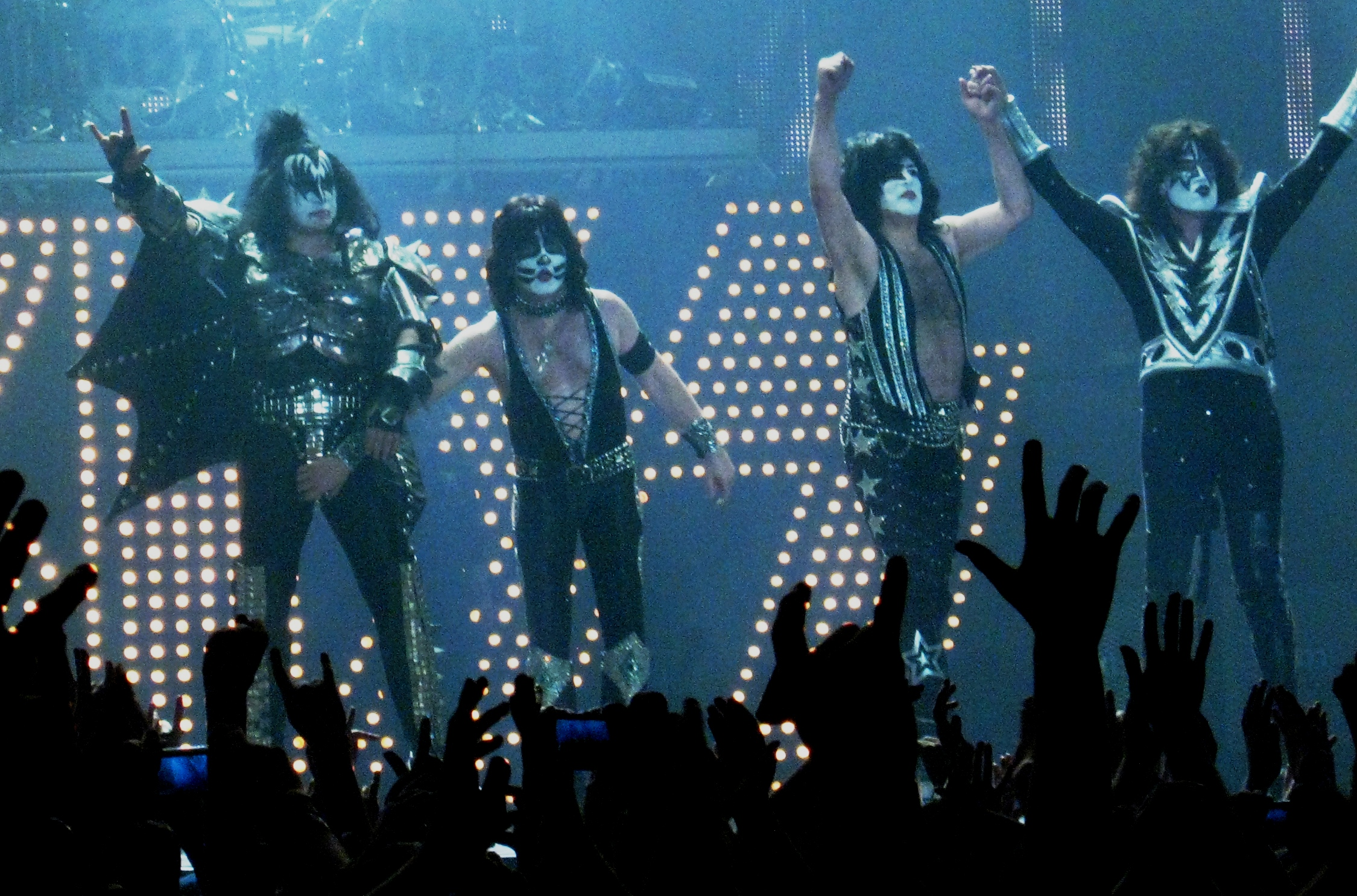
I Kiss in concerto nel 2010

Hot in the Shade è il quindicesimo album dei Kiss, pubblicato il 17 ottobre del 1989 per l'etichetta discografica Mercury Records.

## Il disco
Si tratta dell'album più lungo in durata mai registrato dai Kiss: contiene quindici brani per una durata di cinquantotto minuti. È inoltre l'ultimo album con Eric Carr alla batteria prima della sua morte nel 1991.
Alla composizione dei brani dell'album hanno partecipato diversi personaggi noti, tra cui Tommy Thayer, che nel 2002 entrerà nella band in sostituzione di Ace Frehley (che ha suonato le chitarre nei brani Betrayed e The Street Giveth and the Street Taketh Away, scritti dal chitarrista assieme a Gene Simmons), Michael Bolton (che in precedenza lavorò con Bruce Kulick in alcuni progetti), che ha scritto assieme a Paul Stanley il brano Forever, maggiore hit dell'album, e Vini Poncia, che aveva prodotto gli album Dynasty e Unmasked.
Con i brani dell'album Forever,  Hide Your Heart (di cui artisti come Bonnie Tyler, Molly Hatchet e addirittura Ace Frehley nel suo album Trouble Walkin' realizzeranno una cover) e Rise to It (che saranno estratti come singoli tra la fine del 1989 e l'inizio del 1990) sono stati realizzati dei videoclip. Durante quello di Rise to It, compaiono per la prima volta dopo il 1983 Gene Simmons e Paul Stanley in trucco e costume.

## Tracce
1. Rise to It (Paul Stanley, Bob Halligan) – 4:08
2. Betrayed (Gene Simmons, Tommy Thayer) – 3:38
3. Hide Your Heart (Stanley, Desmond Child, Holly Knight) – 4:25
4. Prisoner of Love (Simmons, Bruce Kulick) – 3:52
5. Read My Body (Stanley, Halligan) – 3:48
6. Love's a Slap in the Face (Simmons, Vini Poncia) – 4:04
7. Forever (Stanley, Michael Bolton) – 3:52
8. Silver Spoon	(Stanley, Poncia) – 4:38
9. Cadillac Dreams (Simmons, Poncia) – 3:44
10. King of Hearts (Stanley, Poncia) – 4:26
11. The Street Giveth and the Street Taketh Away (Simmons, Thayer) – 3:34
12. You Love Me to Hate You (Stanley, Child) – 4:00
13. Somewhere Between Heaven and Hell (Simmons, Poncia) – 3:52
14. Little Caesar (Eric Carr, Simmons, Adam Mitchell) – 3:08
15. Boomerang (Simmons, Kulick) – 3:30

## Formazione
- Gene Simmons - basso, voce secondaria o principale
- Paul Stanley – chitarra ritmica, voce secondaria o principale
- Bruce Kulick – chitarra solista o ritmica, basso[4], voce secondaria
- Eric Carr - batteria, voce principale o secondaria, basso[4].

### Altri musicisti[4]
- Tommy Thayer – chitarre in Betrayed e The Street Giveth and the Street Taketh Away.
- Phil Ashley – tastiere in Hide Your Heart e Forever.
- Charlotte Crossley – voce secondaria in Silver Spoon.
- Valerie Pinkston – voce secondaria in Silver Spoon.
- Kim Edwards-Brown – voce secondaria in Silver Spoon.
- Kevin Valentine – batteria in You Love Me to Hate You